# Joanne Fa'avesi
Joanne "Nana" Fa'avesi (5 de fevereiro de 1992) é uma jogadora de rugby sevens estadunidense.

## Carreira
Joanne Fa'avesi integrou o elenco da Seleção Estadunidense Feminina de Rugbi de Sevens, na Rio 2016, que foi 5º colocada.